# Гарбатка-Длуга
Гарбатка-Длуга (пол. Garbatka Długa) — село в Польщі, у гміні Гарбатка-Летнисько Козеницького повіту Мазовецького воєводства.
Населення — 375 осіб (2011).
У 1975-1998 роках село належало до Радомського воєводства.

## Демографія
Демографічна структура станом на 31 березня 2011 року:
|          | Загалом | Допрацездатний вік | Працездатний вік | Постпрацездатний вік |
| -------- | ------- | ------------------ | ---------------- | -------------------- |
| Чоловіки | 191     | 43                 | 130              | 18                   |
| Жінки    | 184     | 37                 | 101              | 46                   |
| Разом    | 375     | 80                 | 231              | 64                   |